# Цілинне (Новосибірська область)
Цілинне (рос. Целинное) — село у Коченевському районі Новосибірської області Російської Федерації.
Входить до складу муніципального утворення Цілинна сільрада. Населення становить 736 осіб (2010).

## Історія
Згідно із законом від 2 червня 2004 року органом місцевого самоврядування є Цілинна сільрада.

## Населення
| 2002 | 2007 | 2010 |
| ---- | ---- | ---- |
| 870  | ↗892 | ↘736 |